# Lionel Hebert
Lionel Hebert, född 20 januari 1928 i Lafayette i Louisiana, död 30 december 2000 i Lafayette, var en amerikansk professionell golfspelare.
Hebert vann majortävlingen PGA Championship 1957 på Miami Valley i Dayton i Ohio vilket var sista gången som PGA Championship spelades som matchtävling och i finalen vann hann över Dow Finsterwald med 2-1. Han vann ytterligare fem tävlingar på den amerikanska PGA-touren. Han ställde upp i The Masters Tournament 14 gånger och hans bästa placering var en sjunde plats 1968. Han spelade i det amerikanska Ryder Cup-laget 1957, 1959 och 1961
Efter att Hebert hade dragit sig tillbaka från tävlingsgolfen arbetade han som golfinstruktör. Han var även vice president i PGA of America två gånger och ordförande i dess tävlingskommitte 1962-1963 och 1972-1973.

## Meriter

### Majorsegrar
- 1957 PGA Championship

### Segrar på PGA-touren
- 1956 St. Petersburg Open
- 1958 Tucson Open Invitational
- 1960 Cajun Classic
- 1962 Memphis Open
- 1966 Florida Citrus Open Invitational

| Majorsegrare genom tiderna                                                                                      |            |               |               |                  |
| 200 olika spelare har vunnit i herrarnas majortävlingar. Lionel Hebert var den 98:e spelaren som vann en major. |            |               |               |                  |
| 1:a | 97:e       | 98:e          | 99:e          | 200:e            |
| Willie Park Sr                                                                                                  | Dick Mayer | Lionel Hebert | Arnold Palmer | Louis Oosthuizen |
| Lista över golfens majorsegrare                                                                                 |            |               |               |                  |